# Scott Schwartz
Scott Schwartz (nacido el 12 de mayo de 1968) es un antiguo actor de niño conocido por sus papeles en The Toy y A Christmas Story.

## Filmografía
- The Toy (1982)
- A Christmas Story (1983)
- Kidco (1984)
- Raiders of the Living Dead (1986)
- Fear a.k.a. Honor Betrayed (1988)
- Beauty and the Beast: Part II (1990)
- Skin Walker (2004)
- Unseen Evil 2 (2004)
- Community College (2008)
- The Coffin (2008)

### Televisión
- Young People's Specials (1 episodio, 1984)
- ABC Afterschool SpecialThat Funny Fat Kid (1 episodio, 1984)
- A Time to Live (1985)
- 21 Jump Street (1 episodio, 1987)
- Rags to Riches (1 episodio, 1987)
- TV 101 (1 episodio, 1988)